# BRP Melchora Aquino
Le BRP Melchora Aquino (MRRV-9702) est le deuxième navire de la classe Teresa Magbanua de patrouilleurs exploités par la Garde côtière philippine (PCG). Le service le classe officiellement comme un navire d’intervention multirôle (MRRV). Avec près de 97 mètres de long, c’est l’un des navires les plus grands et les plus modernes de la PCG.
Il a été nommé d’après Melchora Aquino, une révolutionnaire philippine de la période coloniale espagnole.

## Conception
Le navire a été construit par Mitsubishi Shipbuilding Co. Ltd à Shimonoseki, au Japon, sur la base des patrouilleurs de classe Kunigami. Le contrat s’inscrivait dans le cadre du projet « Maritime Safety Capability Improvement Project Phase 2 » du ministère des Transports en 2016. L’accord d’une valeur de 14,55 milliards de yens pour deux unités provenant d’un prêt STEP de l'Agence japonaise de coopération internationale de 16,455 milliards de yens a été signé le 7 février 2020.
Le navire a une longueur de 96,6 mètres, une vitesse maximale d’au moins 24 nœuds (44 km/h) et un équipage de 67 officiers et matelots. Il est propulsé par deux moteurs Diesel de 8900 ch (6600 kilowatts). Il dispose d’une hélisurface et d’un hangar pouvant accueillir les hélicoptères Airbus Helicopters H145 T2 de la PCG. Il dispose également d’un caisson hyperbare pour ceux qui ont le mal de la plongée et d’une salle de survivants qui peut accueillir ceux qui seront secourus.

## Histoire
Le navire a été lancé le 18 novembre 2021 par Mitsubishi Heavy Industries. Des représentants de la Garde côtière philippine ont assisté virtuellement à la courte cérémonie.
Le navire a été officiellement accepté en service moins de deux semaines après son arrivée aux Philippines. Le 12 juin 2022, la Garde côtière philippine a organisé la cérémonie de mise en service au port sud.